# Chính phủ Lâm thời Nga
Chính phủ lâm thời Nga (tiếng Nga: Временное правительство России, chuyển tự: Vremennoye pravitel'stvo Rossii) là một chính phủ lâm thời của Nga được thành lập ngay sau khi Sa hoàng Nikolai II của Đế quốc Nga thoái vị vào ngày 2 tháng 3 (15 tháng 3, lịch mới) năm 1917. Ý định của chính phủ lâm thời là việc tổ chức bầu cử Quốc hội Lập hiến Nga và công ước của nó. Chính phủ lâm thời kéo dài khoảng tám tháng và không còn tồn tại khi những người Bolshevik giành được quyền lực sau cuộc Cách mạng Tháng Mười trong tháng 10 [Tháng Mười Một, NS] năm 1917. Theo Harold Whitmore Williams lịch sử tám tháng trong đó Nga được Chính phủ lâm thời quy định là lịch sử của sự mất tổ chức ổn định và có hệ thống của quân đội.
Phần lớn, tình trạng của chế độ quân chủ vẫn chưa được giải quyết. Điều này đã được làm rõ vào ngày 1 tháng 9 (14 tháng 9, lịch mới), khi Cộng hòa Nga được tuyên bố, trong một sắc lệnh do Kerensky ký làm Bộ trưởng và là Zarudny làm Bộ trưởng Tư pháp.

## Tổng quan
Chính phủ lâm thời được thành lập ở Petrograd bởi Ủy ban lâm thời của Duma Quốc gia và đứng đầu là Hoàng thân Georgy Lvov và sau đó bởi Alexander Kerensky. Nó thay thế cho tổ chức của Hội đồng Bộ trưởng Nga, các thành viên sau cuộc Cách mạng tháng Hai chủ tịch của Văn phòng Hải quân. Trong khi đó, Hoàng đế Nga Nicholas II đã thoái vị truyền ngôi cho Đại công tước Michael, người đã đồng ý rằng ông sẽ chấp nhận sau khi quyết định của Hội đồng Lập hiến Nga. Chính phủ lâm thời không thể đưa ra quyết định chính sách quyết định do chủ nghĩa phe phái chính trị và sự phân chia các cơ cấu nhà nước. Sự yếu đuối này khiến chính phủ phải đối mặt với những thách thức mạnh mẽ từ bên phải và bên trái. Chính phủ lâm thời của Chính phủ lâm thời ở bên trái là Liên Xô Petrograd, trước tiên là hợp tác với chính phủ, nhưng sau đó dần dần giành quyền kiểm soát quân đội, nhà máy và đường sắt. Thời kỳ cạnh tranh giành quyền lực đã kết thúc vào cuối tháng 10 năm 1917 khi những người Bolshevik chỉ đạo các bộ trưởng của Chính phủ lâm thời trong các sự kiện cách mạng tháng Mười, và quyền lực chuyển sang Liên Xô, hay "các hội đồng công nhân" hỗ trợ của họ cho những người Bolshevik. Sự yếu kém của Chính phủ lâm thời có lẽ là phản ánh tốt nhất trong biệt danh châm biếm của Kerensky: "người thuyết phục trưởng".